# Castillo de Castelladral
El Castillo de Castelladral es una obra del municipio de Navás (comarca del Bages) de la provincia de Barcelona, declarado Bien Cultural de Interés Nacional.

## Descripción
Está situado un collado baldío, junto al pequeño núcleo de Castelladral. Actualmente es una gran casa del siglo XVI, conocido por «el castillo», con bases de muros más antiguos aprovechados después en la obra tardía. Había sido un castillo fronterizo, documentado en el 941. Del edificio antiguo, únicamente queda de la edificación algunas hiladas de piedra poco trabajada, ya que esta construcción sirvió de cantera para las casas del núcleo de Castelladral.